# 雷姆斯河畔伯宾根
雷姆斯河畔伯宾根是德国巴登-符腾堡州的一个市镇。总面积12.22平方公里，总人口4601人，其中男性2275人，女性2326人（2011年12月31日），人口密度377人/平方公里。